# نوردسي

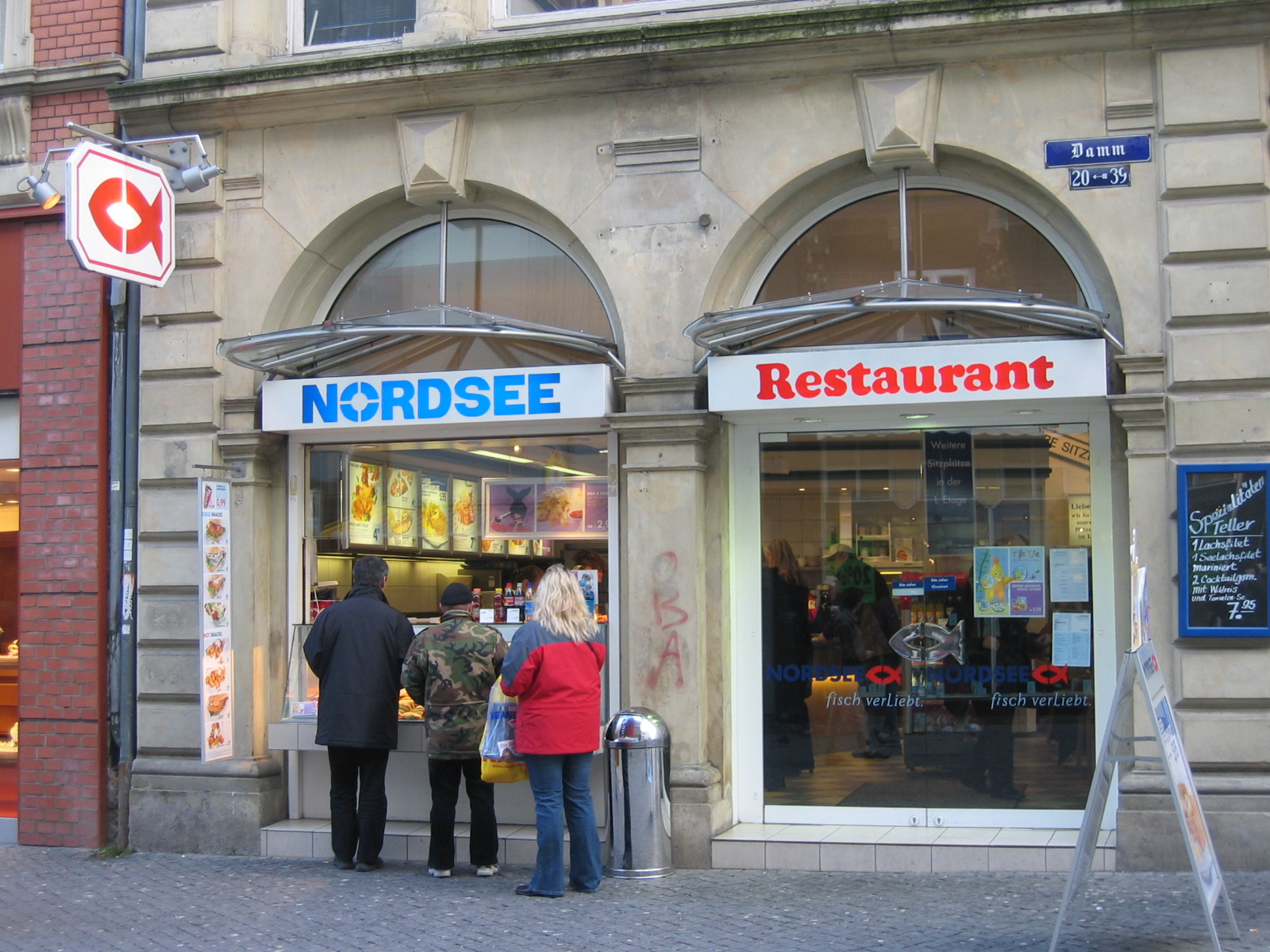
واجهة إحدى مطاعم نوردسي في مدينة برونزفيك الألمانية

نوردسي، أو نورتسي، أو نورتزي (بالألمانية: Nordsee) (وتعني في اللغة الألمانية البحر الشمالي، أو بحر الشمال) هي سلسلة مطاعم وجبة سريعة ألمانية، نشاطها الأساسي هو تقديم الأكلات البحرية مثل الأسماك، وغيرها في شكل وجبات يمكن إعدادها وطهوها بسرعة. أسس هذه السلسلة أدولف فينن (بالألمانية: Adolf Vinnen) عام 1896.
يمتد نشاط الشركة بشكل أساسي في دول وسط أوروبا، وشرقها، وهي: جمهورية التشيك، رومانيا، سلوفاكيا، سويسرا، المجر، بلغاريا، النمسا، إضافة إلى ألمانيا، البلد الأم للشركة.
للشركة فرع في دبي، ويقال أن الشركة تخطط لفتح 150 فرع في الشرق الأوسط.